# Taco (San Cristóbal de La Laguna)
Taco es una de las entidades de población que forman el municipio de San Cristóbal de La Laguna, en la isla de Tenerife —Canarias, España—.
Administrativamente se incluye en la Zona 3 del municipio.
Taco está formado a su vez por los núcleos o barrios diferenciados de El Cardonal, El Pilar, Las Torres, Los Andenes, San Luis Gonzaga, San Matías, San Miguel de Chimisay y Zona Industrial de Taco.

## Toponimia
El nombre de esta entidad proviene de la montaña homónima situada en ella, siendo un término de procedencia guanche.

## Características
Alcanza una altitud media de 321 m s. n. m. (metros sobre el nivel del mar) y dista unos 6 km del casco urbano de San Cristóbal de La Laguna.
Es un barrio de carácter popular con un alto componente inmigratorio y una importante población de origen gomera y majorera. Es el segundo núcleo en importancia de San Cristóbal de La Laguna, creado al amparo de la antigua carretera del Sur. Igual que en el caso de La Cuesta, con posterioridad a su creación ha potenciado actuaciones oficiales (polígono El Cardonal), la apertura de ramales de acceso, e incluso una nueva carretera: la vía de enlace entre La Cuesta y Taco. Éste se incorpora como entidad de poblamiento algo más tarde que La Cuesta, en la década de los sesenta. La época de crecimiento y consolidación del barrio llega en los años setenta, variando ligeramente el inicio del proceso.

### El Cardonal
Este sector cuenta con los centros de enseñanza El mainlop-El acaymo -El Cardonal -San Gerónimo  y El Cardonal II, varias plazas públicas, con la iglesia de Santa María Madre de Jesús, una cancha deportiva, un parque infantil, el parque público Finca Pacho, una farmacia, así como pequeños comercios, bares y restaurantes. Aquí se encuentra también el Centro de Parkinson Tenerife.

### El Pilar
Este sector se ubica entre el polígono industrial de Los Majuelos y la Autopista del Norte. Aquí se encuentra el Centro Maternal Nuestra Señora de la Paz.

### Las Torres
Este sector, uno de los principales que conforman Taco, también es conocido como Las Torres de Taco. Cuenta con el parque público El edificio  Alonso, con la ermita e iglesia de Nuestra Señora del Pilar, la iglesia de San Jerónimo, instalaciones deportivas, el campo municipal de fútbol Las Torres de Taco, la oficina de Correos y el tranvía de Tenerife, varias sucursales bancarias, el centro de salud de taco, colegio de primaria Antigua Filial y colegio unificado Isabel la Católica San Antonio, una farmacia, una pensión, una plaza pública, así como comercios, bares y restaurantes.

### Los Andenes
Núcleo al noroeste del barrio de Taco, entre el barranco de misma denominación y Montaña Pacho, se originó durante los años 60’s del siglo XX en su mayoría de migrantes provenientes de La Gomera y en menor medida de otras zonas de la isla. Cuenta con un colegio público C. E. I. P. Los Andenes de Taco, farmacia, supermercado, iglesia, centro ciudadano, instalaciones deportivas o pequeños comercios ubicados a su paso por la avenida Los Majuelos.

### San Luis Gonzaga
Núcleo originario de Taco, este sector cuenta con la iglesia de San Luis Gonzaga, varias plazas y parques públicos, un tanatorio, los centros de enseñanza IES Marina Cebrián y CIP Luis Gonzaga, una guardería pública, instalaciones deportivas, el centro ciudadano San Luis Gonzaga y la  Casa de la Juventud Taco-La Cuesta, contando también con comercios y bares. Junto al barrio se encuentra una de las señales de identidad de esta zona lagunera, la Montaña de Taco, antiguo cono volcánico formado por piroclastos basálticos que ha sido históricamente explotado para la obtención de áridos para la industria.

### San Matías
Otro de los sectores principales de la entidad. Cuenta con los centros ciudadanos San Matías y San Matías I, plazas públicas, con la iglesia de San Matías, parques infantiles, instalaciones deportivas, un parque público, una farmacia, los centros de enseñanza CEIP e IES San Matías, así como pequeños comercios. San Matías ha sido el primer barrio del municipio en tener un huerto urbano. También se debe considerar que es el barrio en el que se encuentran  La Piconera de Taco como el Barranco del Muerto, símbolos clave en la identidad de Taco.

### San Miguel de Chimisay
Cuenta con la iglesia de San Miguel, plazas públicas y parques infantiles, el centro ciudadano San Miguel de Chimisay I, con el aula de formación de la Dirección General de Telecomunicaciones y Sociedad de la Información, instalaciones deportivas, el centro de enseñanza Centro Infantil Acaymo Nuestra Señora de La Candelaria, una farmacia y otros comercios.

### Zona Industrial de Taco
En este sector, además de naves industriales, se encuentran la sala de exposiciones y conciertos de Los Polvorines de Taco, el centro de servicios sociales El Polvorín, un centro ciudadano, una piscina municipal, una comisaría de policía y el tanatorio Tenerife y un punto limpio.
Taco cuenta también con parte del polígono industrial de Los Majuelos, ubicándose aquí los centros de enseñanza CP Montaña Pacho e IES Padre Anchieta, una gasolinera, los centros comerciales Makro y Lidl, el Centro de Exámenes, Dirección General de Tráfico S/C de Tenerife, el Pabellón Insular Santiago Martín conocido popularmente como La Hamburguesa.

## Historia
Las primeras licencias para construir en la zona fueron otorgadas en 1927, aunque el barrio no comienza a surgir hasta la promoción estatal de la barriada de San Luis Gonzaga entre 1950 y 1953.
El desarrollo posterior de Taco se debió a lo barato del suelo para edificar y a la consolidación de una zona industrial que favoreció la corriente migratoria desde otras islas.
A finales de los años 60, surge El Cardonal como una urbanización con tipología de bloques de cuatro plantas.

## Demografía
| Año        | 2000   | 2001   | 2002   | 2003   | 2004   | 2005   | 2006   | 2007   | 2008   | 2009   | 2010   | 2011   | 2012   | 2013   | 2014   |
| ---------- | ------ | ------ | ------ | ------ | ------ | ------ | ------ | ------ | ------ | ------ | ------ | ------ | ------ | ------ | ------ |
| Habitantes | 20.602 | 21.420 | 21.551 | 21.368 | 21.740 | 22.269 | 22.033 | 22.178 | 22.702 | 22.973 | 23.054 | 22.995 | 22.785 | 22.423 | 22.496 |

## Fiestas
En El Cardonal se celebran fiestas en honor a Santa María Madre de Jesús en el mes de julio. En San Miguel de Chimisay tienen lugar en septiembre sus fiestas patronales en honor a san Miguel Arcángel.

## Comunicaciones
Se llega al barrio principalmente a través de la Carretera General del Sur TF-28 y de la Autopista del Norte TF-5.

### Transporte público
En el barrio se encuentra la paradas del Tranvía de Tenerife denominadas Taco, El Cardonal y San Jerónimo.
| Línea | Origen      | Destino    |
| ----- | ----------- | ---------- |
|       | La Trinidad | Santa Cruz |
|       | La Cuesta   | Tíncer     |

Taco posee además paradas de taxi en las calles de Los Charcos, Las Mercedes y Dona.
En autobús —guagua— queda conectado mediante las siguientes líneas de TITSA:
| Línea | Trayecto                                                   | Recorrido     |
| ----- | ---------------------------------------------------------- | ------------- |
| 127   | Taco - Güímar (por Barranco Hondo y Candelaria)            | Horario/Línea |
| 217   | La Laguna - Los Andenes - El Cardonal - H. U. Canarias     | Horario/Línea |
| 219   | La Laguna - El Cardonal - Taco - San Matías                | Horario/Línea |
| 231   | Santa Cruz - El Cardonal - La Gallega (directo)            | Horario/Línea |
| 232   | Santa Cruz - El Cardonal - La Gallega                      | Horario/Línea |
| 233   | Santa Cruz - El Cardonal - Finca España                    | Horario/Línea |
| 238   | Santa Cruz - San Matías (por Chamberí)                     | Horario/Línea |
| 933   | Taco - Barranco Grande - Cruce Sta. María - El Tablero     | Horario/Línea |
| 937   | Santa Cruz - Taco - Tíncer - Cruce El Sobradillo           | Horario/Línea |
| 939   | Taco - El Sobradillo - Llano del Moro                      | Horario/Línea |
| 944   | El Tablero - La Gallega - avda. Hespérides - Tíncer - Taco | Horario/Línea |

## Lugares de interés
- Centro de Exámenes, Dirección General de Tráfico S/C de Tenerife
- Centro de Parkinson Tenerife
- Espacio Multifuncional El Polvorín de Taco[9]
- Oficina Central de Correos
- Oficinas Metro Tenerife
- Pabellón Insular Santiago Martín
- Parque Elfidio Alonso[10]
- Parque San Matías[11]
- Polígono industrial Los Majuelos
- Punto Limpio de Taco[12]
- Tanatorio Tenerife
- Zona Industrial de Taco
- Montaña de Taco